# Estación de Trinitat Vella
Trinitat Vella es una estación de la línea 1 del Metro de Barcelona situada debajo del Nus de la Trinitat y al lado del parque de la Trinidad en el distrito de San Andrés de Barcelona y se inauguró en 1983 con la prolongación hasta Santa Coloma. Posteriormente por la construcción de la Ronda de Dalt fue reconstruida en 1992.
Está previsto que la línea 3 se alargará desde Trinitat Nova hasta Trinitat Vella. Esta nueva estación se abrirá al público más tarde del 2025
| << cabecera           | < estación     | línea  | estación >    | cabecera >> |
| --------------------- | -------------- | ------ | ------------- | ----------- |
| Metro                 |                |        |               |             |
| Hospital de Bellvitge | Torras i Bages |        | Baró de Viver | Fondo       |
| Zona Universitària    | Trinitat Nova  | (2027) | terminal      | terminal    |

- Datos: Q2324406
- Multimedia: Trinitat Vella metrostation / Q2324406